# Khloé Kardashian
Khloé Alexandra Kardashian (Los Angeles, Califórnia, 27 de junho de 1984) é uma empresária, modelo, influencer e socialite estadunidense, famosa por suas aparições nos programas "Keeping Up with the Kardashians" que mostra o dia a dia da família.

## Início da vida
Khloé Kardashian nasceu em Los Angeles, Califórnia, e cresceu em Beverly Hills. Seus pais são a personalidade televisiva Kris Jenner e o falecido advogado Robert Kardashian. Khloé tem ascendência escocesa e holandesa por parte de sua mãe e armênia por parte de seu pai. Ela tem duas irmãs mais velhas, Kourtney e Kim, um irmão mais novo, Rob, e duas meia-irmãs, Kendall e Kylie, filhas de sua mãe com Caitlyn Jenner.
Numa entrevista de 2010, Kardashian afirmou ter sido educada em casa depois de deixar a escola no ensino médio. Ela afirmou ter se formado com honras aos 17 anos.

## Carreira
Em 2007, Khloé, junto com sua família, teve sua primeira aparição no reality show Keeping Up with the Kardashians, programa de sucesso do canal estadunidense E! Entertainment Television. Em abril de 2009, Kardashian e sua irmã Kourtney Kardashian anunciaram que foram contratadas para estrelar um spin-off, que tratou sobre sua mudança para lançar uma loja DASH em Miami, Florida. A série, Kourtney e Khloé Take Miami, estreou no E! em 16 de agosto de 2009. A partir 29 de maio de 2009, Khloé começou a apresentar um programa de rádio chamado "Khloé After Dark", na rádio Y100, em Miami. No programa, Khloé tinha como coapresentador Terrence J. Khloe e as irmãs Kim e Kourtney fez uma aparição na estreia da 3ª Temporada da série 90210.
Khloé também fez aparições no spin off das irmãs, Kourtney and Kim Take New York. Em 10 de abril de 2011 estreou Khloe & Lamar, próprio show de Khloe com seu marido, Lamar Odom, que foi também um grande sucesso do canal, e que abordava em sua primeira temporada a vida do casal em Los Angeles, e na segunda temporada, a mudança do casal de LA para Dallas, devido a mudança de time do marido Lamar, e as consequências dessa mudança.
Em meados de agosto de 2012, houve muita especulação em torno de Khloé, devido ao fato de haverem muitas evidências de que esta seria a nova apresentadora do programa da Fox The X Factor (Estados Unidos). Em outubro de 2012, foi confirmada a posição de Khloé como apresentadora do programa, junto com o também apresentador Mario Lopez. Segundo o dono do formato do show Simon Cowell, em entrevista ao TMZ, Khloé "vai dar um ar mais jovem à atração, além de já ser amiga de Demi, o que daria uma boa química no show".
Atualmente, Khloé apresenta Revenge Body with Khloé Kardashian, também exibido no E!. O programa teve sua segunda temporada exibida entre 7 de Janeiro de 2018 e 25 de Fevereiro de 2018. A terceira temporada ainda não foi confirmada.

## Empreendimentos de varejo
Khloé tem, junto com as irmãs, a loja DASH, uma butique de roupas em Calabasas, Miami e SoHo (Nova Iorque).
Em setembro de 2011, as irmãs lançaram, em parceria com a loja Sears, uma coleção chamada Kardashian Kollection, que inclui acessórios, roupas, sapatos, óculos de sol, bolsas,lingeries, e mais recentemente, roupas de cama, roupas de banho e óculos de grau. A coleção foi um sucesso e, em sua pré-venda, foi esgotada em apenas uma semana e meia. Os preços são acessíveis, e vão de 21 a 99 dólares.
As irmãs também lançaram um livro, "Kardashian Konfidential", em novembro de 2010, que se tornou um best seller.
Em fevereiro de 2011, Kardashian e seu marido lançaram uma fragrância unissex chamada "Unbreakable".
Em maio de 2011, Kardashian e suas irmãs anunciaram o lançamento de seu primeiro romance. As irmãs solicitaram a ajuda dos fãs para nomear o livro, afirmando que a pessoa que criou o título vencedor faria uma pequena aparição na novela, prevista para chegar às livrarias dia 1º de novembro de 2011. Foi revelado em Julho de 2011 que o título vencedor foi "Dollhouse".
Em 2012, as irmãs Kardashian, junto com a mãe Kris Jenner e as irmãs Kendall e Kylie Jenner lançaram em parceria com a O.P.I a coleção de esmaltes "Kardashian Kolors", 14 esmaltes com o objetivo de agradar todas as mulheres, com tons em glitter, perolados e clássicos.
Também em 2012, as irmãs confirmaram que a coleção "Kardashian Kollection" seria vendida também no Reino Unido, na loja de varejo Dorothy Perkins.
Atualmente, Khloé Kardashian é co-fundadora da marca Good American.

### Outros empreendimentos
Kardashian twittou que ela estaria apresentando o seu próprio programa de rádio em Dallas, Texas. O show, "The Mix Up With Khloe Kardashian Odom", foi ao ar em 30 de janeiro de 2012. O show seria um "de uma hora, sem comerciais, onde Khloé atenderia telefonemas, conversaria com seus amigos famosos, e falaria sobre a temporada do Dallas Mavericks (ex-time de basquete de seu marido Lamar), enquanto ela estaria em Dallas com seu marido Lamar Odom."

## Vida pessoal
Em setembro de 2009, Khloé Kardashian casou-se com Lamar Odom com apenas um mês de namoro, na época jogador do Los Angeles Lakers, e passou a usar o sobrenome do marido (Khloé Odom).
No mês de julho de 2013, uma reportagem de um revista "SAVANNAH IS THAT QUEEN" americana, disse que Khloé, foi traída pelo seu marido, Lamar Odom. Segundo a publicação, Lamar estava tendo um caso há mais de um ano, com uma mulher chamada Jennifer Richardson. Khloé expulsou seu marido de casa. Depois de passar uns dias em um hotel, Khlóe pediu para Lamar voltar para casa. Khloé, se encontrou com a suposta amante do marido, Jennifer Richardson, em um jogo de basquete do Los Angeles Clippers, time de Lamar Odom e confrontou ela, perguntando o que eles estavam fazendo no jogo. Três semanas depois de ser revelado o caso extraconjugal de Lamar, com Jennifer Richardson, a revista americana Star Magazine, revelou que ele estava tendo um caso com a advogada criminal, Polina Polonsky. Polina contou a revista Star Magazine que teve um caso de seis semanas com Lamar, eles começaram o caso quando Lamar estava morando em um hotel, depois que Khloé expulsou ele de casa. Ela disse que a relação durou até Khloé descobrir, e disse que achou que Lamar estava solteiro, já que ele estava morando em um hotel e agia como solteiro.
Em dezembro de 2013, Khloé entrou com papelada do divórcio na justiça. Mas em outubro de 2015 o ate então seu ex-marido foi encontrado em um bordel inconsciente, fato que a levou a tomar decisões hospitalares por ele, no dia 19 houve rumores de que Lamar Odom havia saído do coma então um dia depois começaram rumores de que eles haviam cancelado o pedido de divorcio e que ela havia dado outra chance a ele mas Khloé negou. Em 2016, Khloé começou a namorar o jogador do Cleveland Cavaliers, Tristan Thompson, o casal residia em Cleveland, Ohio. Em dezembro de 2017 ela anunciou que estava grávida de uma menina junto com Tristan e em 12 de abril de 2018, Khloé deu à luz uma menina chamada True Thompson. Khloé e Tristan já terminaram algumas vezes mas em 2021 foi definitivo, Khloé disse que não quer mais namorar.
Em outubro de 2022, Khloé Kardashian revelou que retirou um tumor na região das maçãs do rosto. Segundo ela, a procura por um médico se deu apenas sete meses após perceber que o caroço formado não diminuía de tamanho.

### Paternidade
A paternidade de Khloé Kardashian é recorrente na imprensa americana e muito se tem especulado que a estrela televisiva não é filha do primeiro marido da mãe, Robert Kardashian, que morreu em 2003.
Em janeiro de 2012, o RadarOnline informou que as ex-esposas do pai de Khloé (Robert Kardashian), Jan Ashley e Ellen Pierson haviam afirmado em uma entrevista exclusiva que ele havia revelado a cada uma delas que não era o pai biológico de Khloé. Khloé negou qualquer declaração sobre esse assunto.
O agente de O.J. Simpson, Norman Pardo, afirmou que o antigo jogador de futebol americano pode ser o pai biológico de Khloé.

### Questões legais
Em março de 2007, Khloé foi presa por dirigir sob a influência de álcool, após sair de uma balada, fato registrado e apresentado no reality show Keeping Up with the Kardashians.
Em julho de 2008, ela entregou-se a prisão para cumprir pena por violação de liberdade condicional. Ela enfrentou uma sentença de até 30 dias e de inscrição em um programa de tratamento de álcool durante três semanas após sua libertação da prisão. Ela foi libertada da prisão menos de três horas mais tarde devido à superlotação.

### Família
Khloé tem 3 irmãos (Kourtney, Kim e Rob) e duas meia-irmãs (Kendall e Kylie). Ela é filha de Robert Kardashian e Kris Jenner. E seu padrasto, Caitlyn (Bruce Jenner), é pai das suas irmãs mais novas.
Em Dezembro de 2017, Khloé confirmou em seu Instagram, rumores sobre que ela estaria grávida. Ela postou uma foto junto com seu namorado Tristan Thompson, com uma legenda afirmando que está esperando seu primogênito(a).
Em um episódio de Keeping Up with the Kardashians, ela revelou que está esperando uma menina.
No dia 12 de Abril de 2018, em Cleveland, Khloé deu à luz sua primogênita, True Thompson. Em 28 de julho de 2022, nasceu seu segundo filho Tatum Thompson (anteriormente Baby Kardashian), nascido por barriga de aluguel. Khloe sempre quis ter mais filhos mais descobriu que teria dificuldades e que ainda teria 80% de chance de ter um aborto espontâneo, por esse motivo optou por barriga de aluguel; após seu filho nascer Khloe revelou dificuldade de criar uma conexão com ele e por incerteza com o nome do bebê, ela o registrou como “Baby Kardashian” e pouco mais de um ano do nascimento de Tatum o nome foi oficialmente registrado.

## Trabalhos

### Livros
Em conjunto com suas irmãs Kourtney Kardashian e Kim Kardashian, Khloé já lançou 2 livros:
- Kardashian Konfidential: lançado em 23 de novembro de 2010, uma autobiografia das irmãs Kardashian.
- Dollhouse: lançado em 15 de novembro de 2011, um romance ficcional, relativamente baseado na vida das três autoras.

### Televisão
- 2007-2021 - Keeping Up with the Kardashians - (Regular/ Ela Mesma)
- 2009 - The Celebrity Apprentice - (Participante/ Ela Mesma)
- 2009-2010 - Kourtney and Khloé Take Miami - (Regular/ Ela Mesma)
- 2010 - Fashion Police - (Convidada/ Ela Mesma)
- 2010 - 90210 - (Aparição Especial na Premiere da 3ª Temporada/ Ela Mesma)
- 2011 - Law & Order: LA - (1 Episódio/ Ela Mesma)
- 2011-2012 - Khloé & Lamar (Regular/ Ela Mesma)
- 2011-2012 - Kourtney and Kim Take New York (Aparições/ Ela Mesma)
- 2012 - Punk'd (1 episódio/ Ela Mesma)
- 2012 - The X Factor (Estados Unidos) (Live Shows/ Apresentadora)